# 夹钳
夹钳是一种紧固装置，它通过使用内部压力，将物体紧紧把持在一起，防止其移动或分开。夹钳的种类很多，它们被用于各种不同的场合。有些是临时性的，比如将组件固定在一起时定位用；其它的则是永久性的。任何起这种夹持作用的东西都可以称为夹钳，因此这个概念被应用在很多领域。

## 种类

### 临时性的
这些夹钳在各种任务中用于临时固定组件：

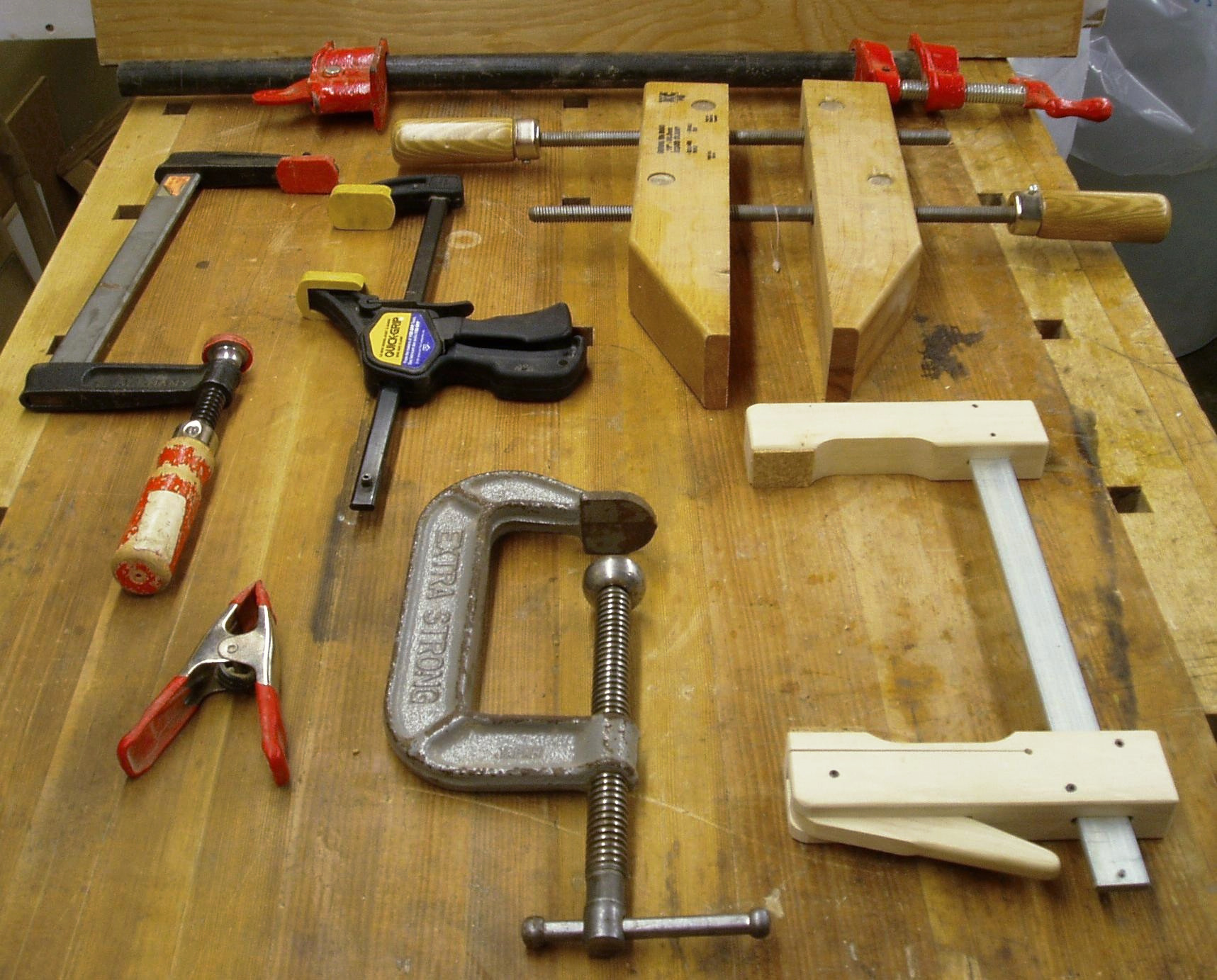
各种木工夹钳。顶部：管夹钳；第二行：F夹钳或称棒夹钳、单手棒夹钳、木框螺栓夹钳；第三行：弹簧夹钳，C夹钳（G夹钳）、木框凸轮夹钳。

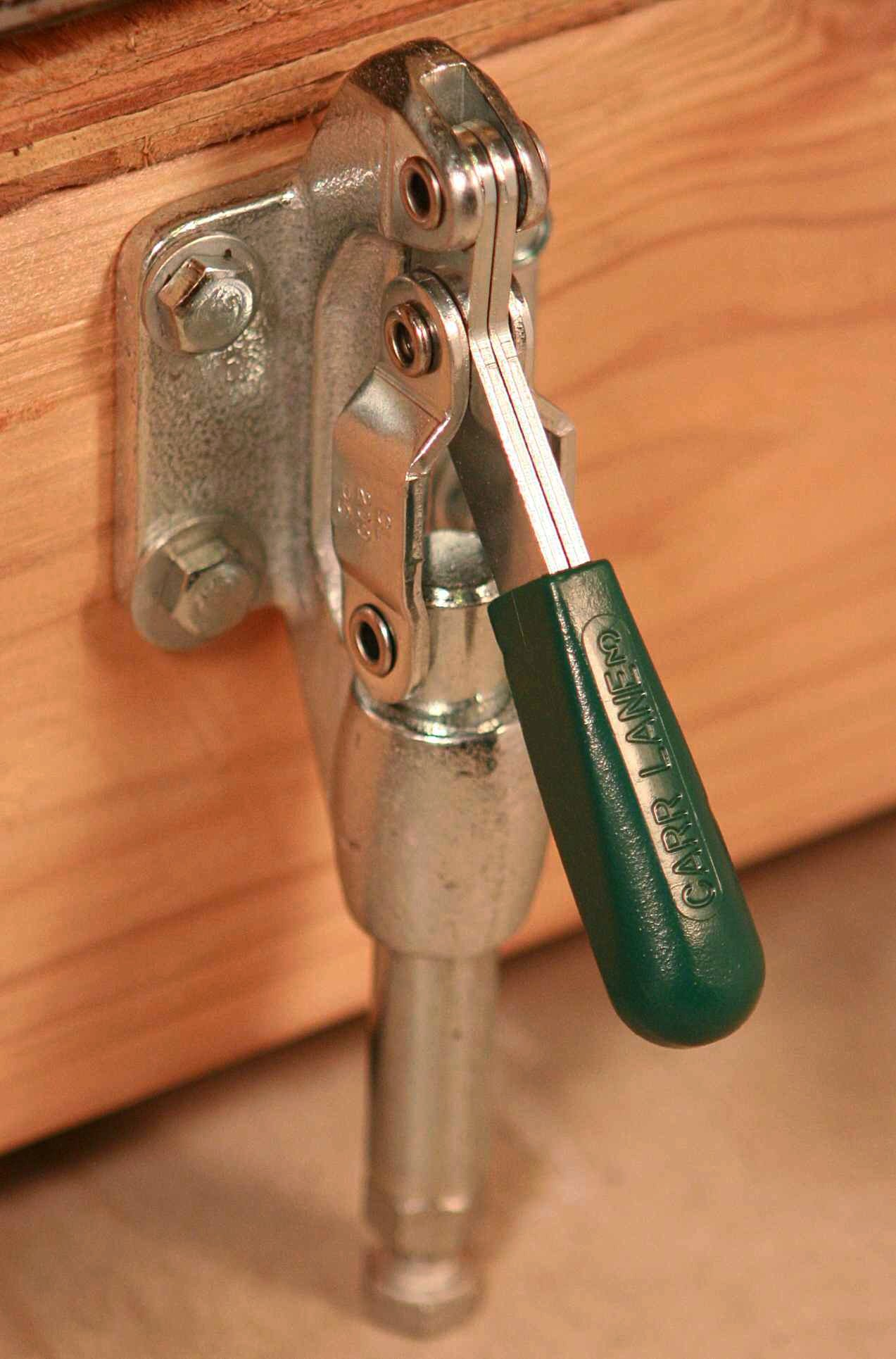
推拉肘节式夹钳。虽然夹钳通常用于加工制造，但是这个夹钳是道具车的固定装置。

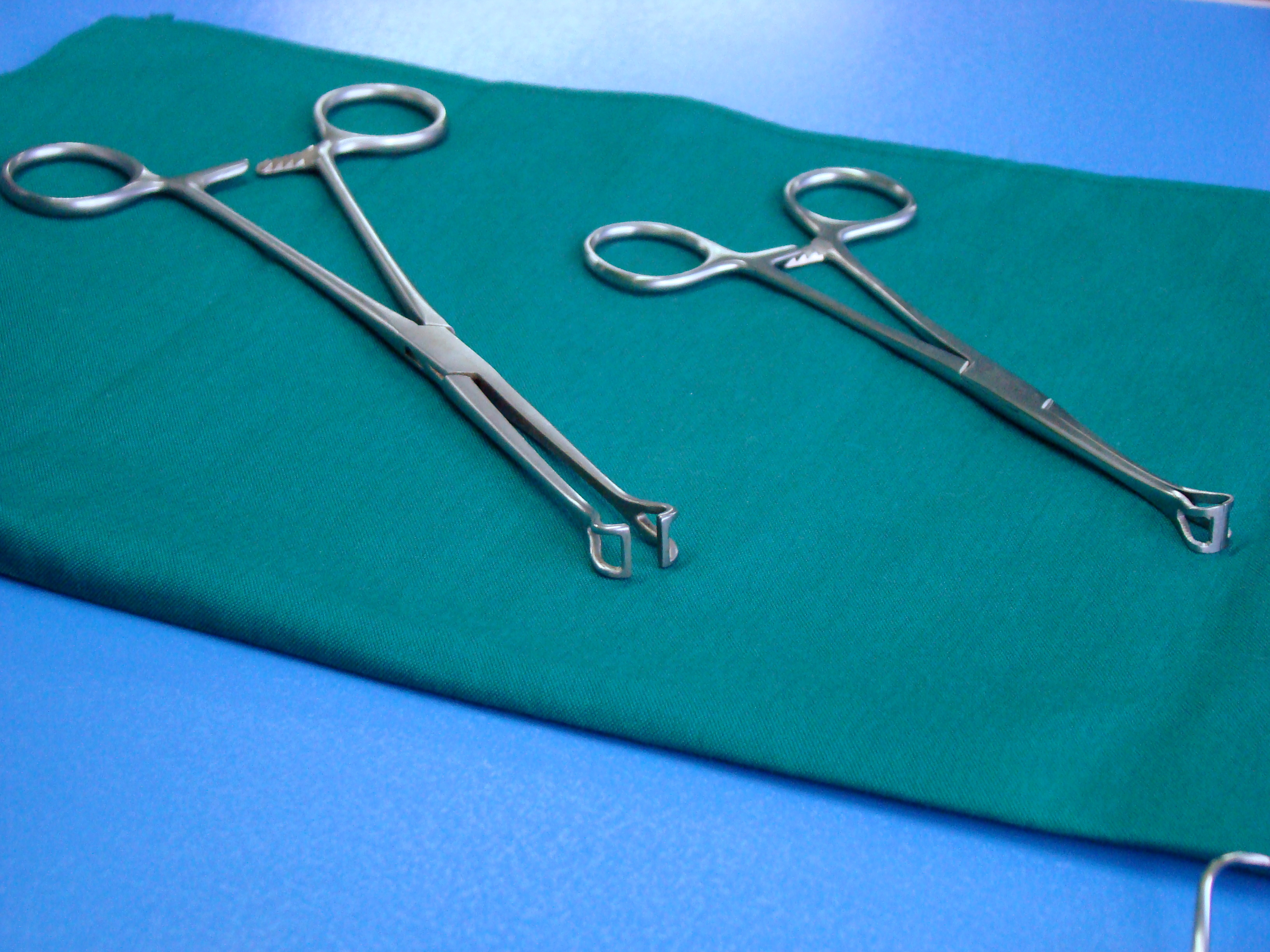
手术钳

- 棒夹钳（英语：F-clamp），又称F夹钳或滑动夹钳（照片左上角）。[1][2]
- C夹钳（英语：C-clamp），也叫G夹钳（照片中下部）。
- 叉夹钳，用于ST磨砂玻璃口（英语：Ground glass joint）的不锈钢夹钳，可以有定位螺钉（英语：Set screw）也可以没有。尺寸：ST 14、19、24、29和45。
- 磁力夹钳（见磁性底座）
- 带夹钳（英语：Band clamp），又称网夹钳。
- 地板夹钳（英语：Flooring clamp），木匠在修理地板之前，用来夹住地板的夹钳。
- 格里普（英语：Gripe (tool)），一种专用夹钳，通过楔子来夹紧，在建造叠板（英语：Clinker (boat building)）船时，用来固定船底版（英语：Strake）的位置。
- 工具修理工夹钳，一种小而精密的全钢螺栓夹钳。
- 管夹钳（英语：Pipe clamp）（照片顶部）
- 级形夹钳，一种边缘带锯齿的夹钳，在金属加工中加工或铣零件时，与级形垫铁结合使用。
- “夹痛狗”，一种小的、“订书钉”形设备，在胶粘过程中用来将接缝两边的部分紧紧拉在一起。
- 卡德里尼夹钳－口式夹钳，可以夹在圆形、方形或长方形管子上，也可以夹在扁的物体上，比如木板或胶合板——来安装电影的灯，或者把手，例如遮光布的头。
- 康德-特威斯特夹钳
- 快速夹钳
- 框夹钳，一种特殊的、长型棒夹钳。
- 螺栓夹钳（照片右上角）
- 米特夹钳（英语：Mitre clamp）
- 台钳，在工作台上夹持物体。
- 弹簧夹钳（照片中第三行第一个）
- 肘节式夹钳

### 永久性的
- 软管夹（英语：Hose clamp）[3][4][5][6]
- 马曼夹（英语：Marman clamp）
- 钢丝绳夹（英语：Wire rope#Wire rope clamps/clips）
- “乔伊纳的狗”[7]

### 医用
- 霍斯特钳（英语：Foerster clamp）
- 止血钳（英语：Hemostatic clamp）
- 彭宁顿钳（英语：Pennington clamp）
- 高木口钳（英语：Gomco clamp）
- 摩根钳（英语：Mogen clamp）

### 其它
- 轮夹（英语：Wheel clamp）
- 潘得罗夹（英语：Pandrol clip）
- 管夹，管-夹脚手架（英语：Tube and clamp scaffold）中使用的卡扣。

## 扩展阅读
- Patrick Spielman. . Sterling Publishing. 1986. ISBN 0-8069-6274-7 （英语）.
- Lee Jesberger. . 2007  [2017-08-24]. （原始内容存档于2017-07-07） （英语）.